# Psion
A Psion foi uma empresa com sede em Londres, Inglaterra, fabricante de computadores portáteis e aplicações comerciais, o nome vem do acrônimo Potter Scientific Instruments, mais o sufixo On.

## História

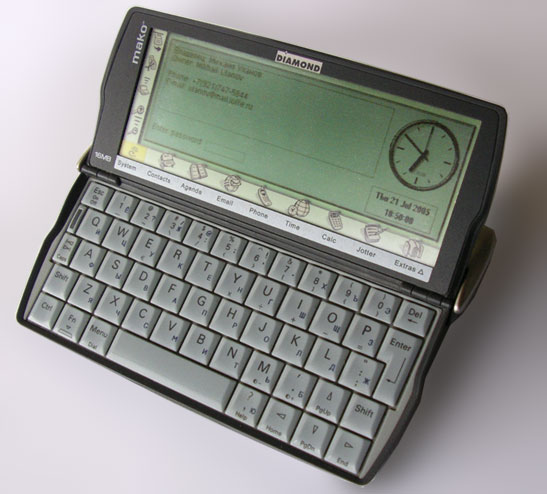
Psion Revo de 1999.

A empresa foi fundada em 1980 como uma produtora de softwares e jogos eletrônicos para os computadores da Sinclair Research, em 1984 produziu o seu primeiro hardware, o Psion Organiser, considerado a primeira agenda eletrônica do mundo, posteriormente adicionou aos seus produtos seu próprio sistema operacional, o EPOC, em 1993 foi lançado o Psion Series 3, primeiro produto dobrável com teclado QWERTY, o Psion Series 5 lançado em 1997 foi o primeiro a vir com processador 32 bits, o Psion Series 7 lançado em 1999, tinha tamanho maior e tela colorida, no mesmo ano lançou um produto menor o Psion netBook, em 2000 comprou a Teklogix do Canadá, em 2012 foi comprada pela Motorola Solutions.